# Riacho da Brígida
Riacho da Brígida är ett periodiskt vattendrag i Brasilien.   Det ligger i delstaten Pernambuco, i den östra delen av landet, 1 200 km nordost om huvudstaden Brasília.
Omgivningarna runt Riacho da Brígida är i huvudsak ett öppet busklandskap. Runt Riacho da Brígida är det glesbefolkat, med 8 invånare per kvadratkilometer.